# أكاديمية الفصل العنصري

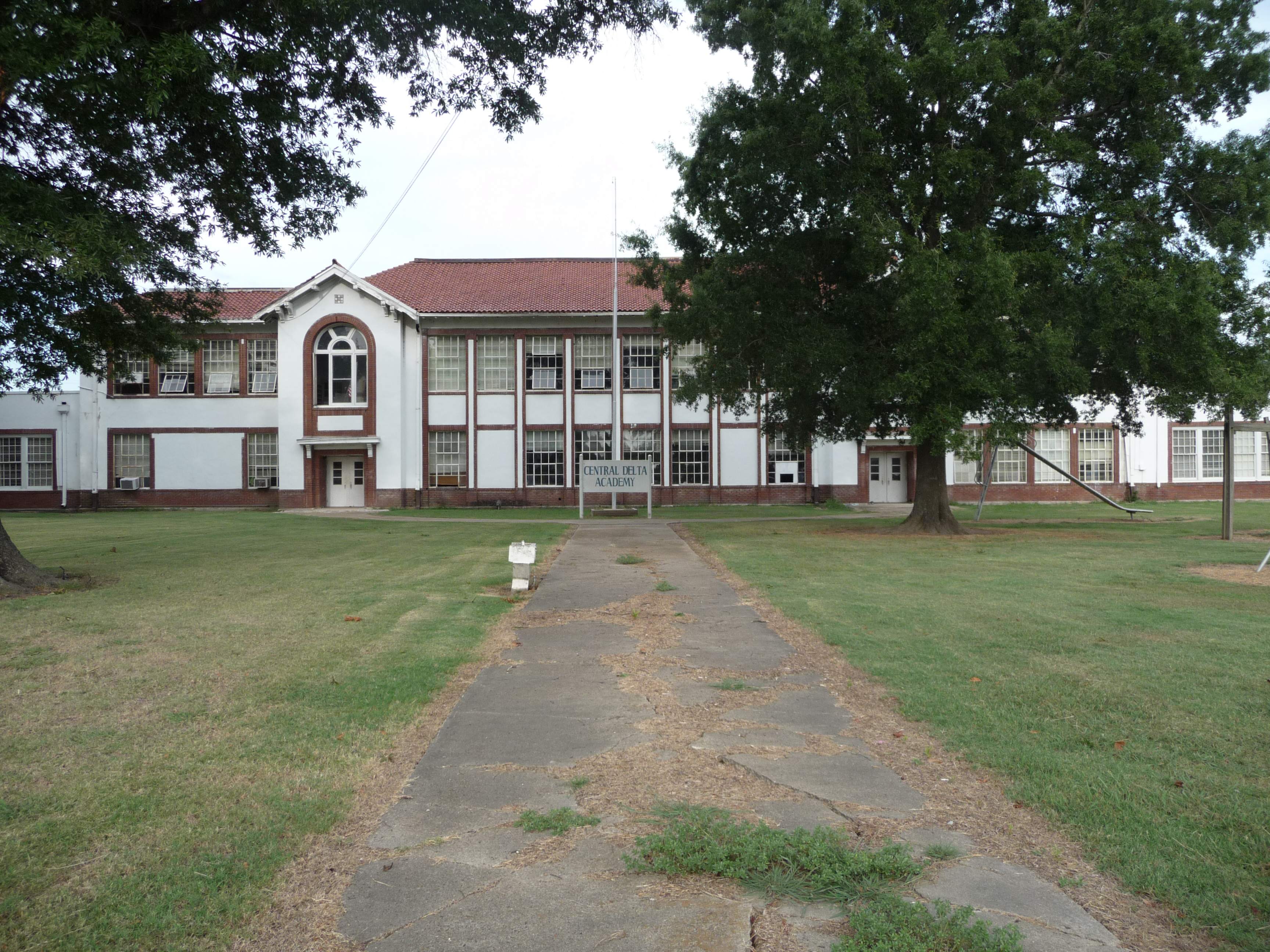
كانت أكاديمية سنترال دلتا إحدي أكديميات الفصل العنصري

أكاديميات الفصل العنصري هي مدارسٌ خاصة في جنوب الولايات المتحدة تأسست في منتصف القرن العشرين من قبل الآباء البيض لتجنّب وضع أولادهم في المدارس المختلطة. غالباً ما يُطلق على هذه الأكاديميات اسم «مدارس حرية الاختيار» من قبل مؤيديهم.
في حين أن بعض هذه المدارس لا تزال موجودة فهي لا تُعتبر كأكاديميات فصل من الناحية القانونية حيث أُبطلت القوانين التي سمحت بتشغيلها بما في ذلك الإعانات الحكومية والإعفاء الضريبي من قِبل قرارات المحكمة العليا الأمريكية. اضطرّت كل هذه المدارس الخاصة لقبول الطلاب القادمين من أصل أفريقي. ونتيجةً لذلك، غيّرت أكاديميات الفصل سياسات القبول الخاصة بها أو توقفت عن العمل أو اندمجت مع مدارس خاصة أخرى.

## التاريخ
بُنيت أكاديميات الفصل الأولى من قبل الآباء البيض في أواخر الخمسينات استجابةً لقرار المحكمة العليا الأمريكية في قضية براون ضد مجلس التعليم في عام 1954، والذي طلب من مجالس المدارس العامة القضاء على الفصل بكل سرعة متعمدة كما قال براون الثاني. ولأن هذا الحكم لا ينطبق على المدارس الخاصة، فإن تأسيس أكاديميات جديدة قد وفر للآباء سبيل لمواصلة تعليم أطفالهم بشكلٍ منفصل عن السود. في ذلك الوقت، كان معظم السود الراشدين ما زالوا محرومين من الحقوق في الجنوب ومستبعدين من السياسة ومضطهدين بموجب قوانين جيم كرو.
علّق تقرير صدر عام 1972 عن إلغاء الفصل في المدارس بأن أكاديميات الفصل يمكن تحديدها عادةً بكلمة «مسيحية» أو «كنيسة» في اسم المدرسة. ولاحظ التقرير أنه في حين أن الكنائس البروتستانية الفردية غالباً ما تشارك بعمق في إنشاء أكاديميات الفصل، فإن الأبرشيات الكاثوليكية تشير عادةً إلى أن مدارسها لم تكن مخصصة لملاذات الفصل العنصري.
زعمت العديد من أكاديميات الفصل أنها أُنشئت لتوفير تعليم مسيحي، لكن عالمة الاجتماع جنيفر داير زعمت أن هذه الادعاءات هي ببساطة مجرّد هالة للهدف الفعلي للمدارس وهو السماح للآباء بتجنّب تسجيل أبنائهم في المدارس العامة المتداخلة عنصريًا.
لقد نوقشت الأسباب التي دفعت البيض إلى إخراج أطفالهم من المدارس العامة، فقد أصر البيض على أن الجودة غذت هجرتهم، وتكلّم السود عن رفض الآباء البيض السماح لأطفالهم بالتعليم إلى جانب السود.

## حسب الولاية
كانت فرجينيا من أوائل الذين تبنّوا تقنيات لإنشاء وتمويل أكاديميات الفصل. كانت فرجينيا في بادئ الأمر تستجيب لبراون من خلال إنشاء أكاديميات للتفرقة العنصرية، وأُبلغت أولاً في المحكمة الفيدرالية بأن أكاديميات الفصل غير دستورية مما أدى إلى تراجعها. كانت الدولة رائدة لدول أخرى. وفي النهاية، تحدّت خمس ولايات وهي ألاباما وجورجيا وميسيسيبي وكارولينا الجنوبية وفيرجينيا قرار المحكمة في براون بحلول عام 1970.
فقدت المدارس الخاصة المنفصلة إعفائها من الضرائب بين عامي 1961 و 1971، وضاعفت المدارس المسيحية غير الكاثوليكية تسجيلها على المستوى الوطني. بحلول عام 1969، حضر 300 ألف طالب أبيض من أصل 7400000 إلى مدرسة منفصلة في إحدى عشرة ولاية جنوبية.

### فرجينيا
في ولاية فرجينيا، كانت أكاديميات الفصل جزءًا من سياسة المقاومة الهائلة التي أعلنها السيناتور الأمريكي هاري ف. بيرد الذي عمل على توحيد سياسيين وقادة بيض آخرين من فرجينيا في اتخاذ إجراءات لمنع إلغاء الفصل في المدارس ضد المحكمة العليا في قضية براون ضد مجلس التعليم في عام 1954.
في الدورة الإستثنائية بين شهري أيلول/سبتمبر وتشرين الأول/ أكتوبر من عام 1956، مرّت الجمعية العامة في فرجينيا في سلسلة من القوانين المعروفة باسم خطة ستانلي لتنفيذ مقاومة هائلة. في كانون الثاني/يناير، وافق الناخبون في ولاية فرجينيا على تعديل لدستور الولاية للسماح بمنح دراسية للوالدين الذين يضعون أطفالهم في المدارس الخاصة.
وضع جزء من خطة ستانلي برنامجًا للمنح الدراسية والذي سمح للآباء الذين رفضوا السماح لأطفالهم بالالتحاق بتمويل المدارس التي أُلغي الفصل فيها بحيث يستطيع كل منهم حضور مدرسة خاصة يختارها. من الناحية العملية، كان هذا يعني دعم الدولة للمدارس الخاصة التي أنشئت حديثًا والتي أصبحت جميعها بيضاء والتي أصبحت تعرف باسم «أكاديميات الفصل».
في 18 شباط/فبراير من عام 1958، أصدرت الجمعية العامة تشريعاتٍ إضافيةٍ تحمي الفصل العنصري. إن ما أطلقت عليه منظمة بيرد بقانون ليتل روك كردّ على استخدام الرئيس آيزنهاور للقوى الفيدرالية للمساعدة في إلغاء الفصل العنصري في المدارس في ليتل روك، أركنساس. بما أن مرافق أكاديمية الفصل الجديدة فشلت في كثير من الأحيان في تلبية معايير البناء والصحة والسلامة للمدارس العامة، فقد أثّر ذلك عليها سلبًا مما أدى إلى تقليص عددها أيضًا.

### ميسيسيبي
في ولاية ميسيسيبي، تأسس العديد من أكاديميات الفصل لأول مرةٍ في منطقة مسيسيبي دلتا ذات الأغلبية السوداء في شمال غرب المسيسيبي. كان لدى دلتا تاريخياً عدد كبير جداً من السكان السود الذين يرتبطون بتاريخ استخدام الأرقاء في مزارع القطن. أدّت إمكانات الدمج إلى قيام الآباء البيض بتأسيس أكاديميات فصل في كل مقاطعة في الدلتا.
لا تزال العديد من الأكاديميات تعمل من إنديانولا إلى ميسيسيبي إلى مقاطعة همفريز. بدأت هذه المدارس في قبول الطلاب السود في أواخر القرن العشرين على الرغم من أن العديد منهم كانوا لا يزالوا في تسجيل أعداد صغيرة نسبيًا من الطلاب السود.
في منطقةٍ ذات دخلٍ منخفض بين السود، لا يستطيع العديد من الآباء الأمريكيين الأفارقة تحمل تكاليف المدارس الخاصة. تتلقى مدرسة واحدة على الأقل في ميسيسيبي وهي أكاديمية كارول تمويلاً كبيراً من مجلس التفرقة العنصري للمواطنين المحافظين. قال حاكم ولاية ميسيسيبي روس بارنيت في أيلول/سبتمبر من عام 1962: «أؤكّد لكم هذه الليلة بأنه لن تُدمج أي مدرسة في ولاية ميسيسيبي في الوقت الذي أكون فيه المحافظ».

### أركنساس
بين عامي 1966 و 1972، تأسس ما لا يقل عن 32 أكاديمية للفصل في أركنساس. بحلول عام 1972، حضر حوالي 5000 طالب أبيض إلى هذه المدارس.
أركنساس هي واحدةٌ من اثني عشر ولاية لم تتبنى تعديل بلين على دساتير ولايتها حيث يحظر التعديل كل ما يتعلّق بالمساعدات الحكومية المباشرة للمؤسسات التعليمية ذات الإنتماء الديني. ومنذ ذلك الحين، اعتمدت العديد من أكاديميات الفصل مناهج دراسية تحمل وجهة نظر مسيحية للعالم.

### لويزيانا
فرضت محكمة مقاطعة الولايات المتحدة للمنطقة الشرقية من ولاية لويزيانا تكامل المدارس العامة في واشنطن باريش في عام 1969 وأبرشية سانت تاماني في عام 1969 وأبرشية تينساس في عام 1970 وأبرشية كلايبورن لعام 1970 وأبرشية جاكسون في عام 1969.

### ألاباما
تُعتبر ألاباما مثل ميسيسيبي في تجاهلها إلى حدٍ كبير لقرار عام 1954 لمجلس التعليم ضد براون. في عام 1958، أدى الصراع حول الفصل العنصري في منتزهات المدينة إلى جلب مارتن لوثر كينغ إلى مونتغمري حيث أغلقت المدينة حدائقها. أوصى كينغ بأن يحاول الآباء السود تسجيل أبنائهم في مدارس المدينة متوقعين إنشاء حالات لاختبار قانون وضع الطلاب في ألاباما. كانت أكاديمية مونتغومري أكاديمية الفصل الأولى التي أنشئت في ولاية ألاباما وتبعها آخرون في أواخر الستينيات.

### ساوث كارولينا
في كارولينا الجنوبية حيث توجد المدارس الخاصة منذ القرن التاسع عشر، لم تكن هناك مدارس خاصة متكاملة عرقيًا بالكامل قبل عام 1954. بنيت حوالي 200 مدرسة خاصة بين عامي 1963 و 1975. بلغ معدل الالتحاق بالمدارس الخاصة الذروة حيث وصل إلى 50000 في عام 1978.
```
في مقاطعة كلارندون على سبيل المثال، تأسست الأكاديمية الخاصة التي تدعى كلاريندون هول في أواخر عام 1965، بعد أن التحق أربعة طلاب سود في مدرسة عامة بيضاء بالكامل في فصل الخريف. وبحلول عام 1969، لم يبق سوى 281 طالباً أبيض في نظام المدارس العامة ولم يكن هناك سوى 16 تلميذاً في المدارس الحكومية عندما فصلوا رسميًا عنهم بعد عام.
[
14
]
```

### تكساس
كانت تكساس من أوائل الجهات المعارضة للاندماج العنصري. في عام 1956، نُقل السود من مدرسة مانسفيلد الثانوية في تحدٍ لبراون وأوامر اتحادية أخرى للاندماج. في دالاس، على سبيل المثال، قسّمت منطقة المدارس نفسها إلى ستة أقاليم فرعية حيث كان كل منها يحوي على عرق واحد أي أكثر من تسعين بالمائة من البيض أو الأسود.
أُصدر أمر من وكالة التعليم في تكساس في تشرين الثاني/نوفمبر في عام 1970 بإلغاء الفصل في المدارس العامة بولاية تكساس (مما يعني الولايات المتحدة ضد تكساس). لم تقدم الدولة أي مساعدة مالية للمدارس الخاصة كما قدمت لكل من فرجينيا وميسيسيبي وألاباما.